# Don King
Donald "Don" King (sinh ngày 20 tháng 8 năm 1931) là một ông bầu trong làng quyền Anh của Mỹ với sự nghiệp nổi bật bao gồm việc tổ chức những trận đấu quyền anh kinh điển như "Rumble in Jungle" (Quyết đấu trong rừng rậm) và "Thrilla ở Manila" (Kịch chiến tại Manila). Ông cũng từng đào tạo, bồi dưỡng và cất nhắc tay đấm Mike Tyson. Và cũng là người đã dày công bồi dưỡng và lăng-xê một số tên tuổi nổi bật nhất trong làng như Muhammad Ali, George Foreman, Larry Holmes, Mike Tyson, Evander Holyfield, Julio César Chávez, Andrew Golota, Félix Trinidad, Roy Jones Jr. Marco Antonio Barrera và Nikolay Valuev. Don King là ông bầu có ảnh hưởng và quyền lực trong giới quyền Anh Mỹ và thế giới và là ông bầu thành công nhất trong lịch sử môn boxing, ông cũng tạo ấn tượng là ông bầu có mái tóc chĩa ngược độc nhất vô nhị trên thế giới.
Don King sinh ra ở Cleveland, Ohio. Sau khi bỏ học ở trường đại học Kent State, ông chạy vặt trong những hoạt động cá cược bất hợp pháp, và bị buộc tội giết chết 2 người đàn ông trong các vụ tai nạn và bị đi tù. Don King bước vào làng đấm bốc thế giới sau khi thuyết phục Muhammad Ali tham gia các dự án do ông khởi xướng. Vợ của ông là Don King Henrietta qua đời vào ngày 2 tháng 12 năm 2010 ở tuổi 87. Ông có một con gái con trai, Carl và Eric. Ông có 5 đứa cháu. Có thể nói, quyền lực của Don King là vô song. Hết tay đấm này đến tay đấm khác cố đưa Don King ra tòa, tố cáo ông ta lợi dụng hoặc bòn rút tiền của họ. Đấy là những chuyện ngoài lề. Nhưng quan trọng nhất: Don King chính là tác giả của tất cả những trận đấu đáng nhớ nhất trong lịch sử quyền Anh thế giới. Không có sự sắp đặt của ông, coi như không có quyền Anh.